# Макаронний салат
Макаро́нний сала́т (англ. Pasta salad, італ. Pasta fredda) — салат, приготований з одним або кількома видами макаронних виробів, майже завжди охолодженими і найчастіше заправляється заправкою на основі оцту, олії або майонезу. Салат з макаронів часто розглядають як весняну або літню їжу, але його можна подавати цілий рік.

## Інгредієнти
Використовувані інгредієнти дуже різняться залежно від регіону, ресторану, сезонності та уподобань кухаря. Найпростіший варіант цього салату просто заправляють майонезом, у складніших різновидах використовують вінегретну заправку та різноманітні свіжі, консервовані продукти. Можуть використовуватися додаткові види макаронних виробів, такі як діталіні. До страви можуть входити овочі, бобові, сири, горіхи, зелень, спеції, м'ясо, птиця або морепродукти. Броколі, морква, кукурудза, огірки, оливки, цибуля, квасоля, горох, перець, сир пармезан або фета — все це популярні інгредієнти у варіантах, які зазвичай можна знайти в північноамериканських салатних барах.

## Комерційне виготовлення
В австралійській та новозеландській кухні салат з макаронних виробів став дедалі популярнішим у 1990-х роках, коли комерційні версії стали доступнішими в супермаркетах як Австралії, так і Нової Зеландії. Салат виготовляється із варених коротких макаронів (зазвичай це «мушлі», «gomiti» або пера), вкритих майонезом, з додаванням моркви, солодкого перцю, а іноді й селери. За стилем він схожий на американський макаронний салат.

## Галерея

Паста салат
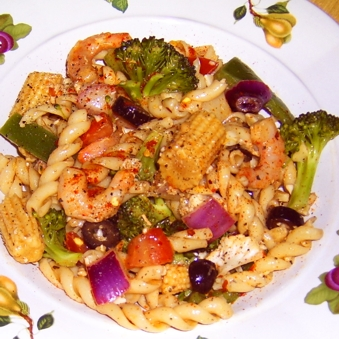
Макаронний салат з креветками, куркою та овочами
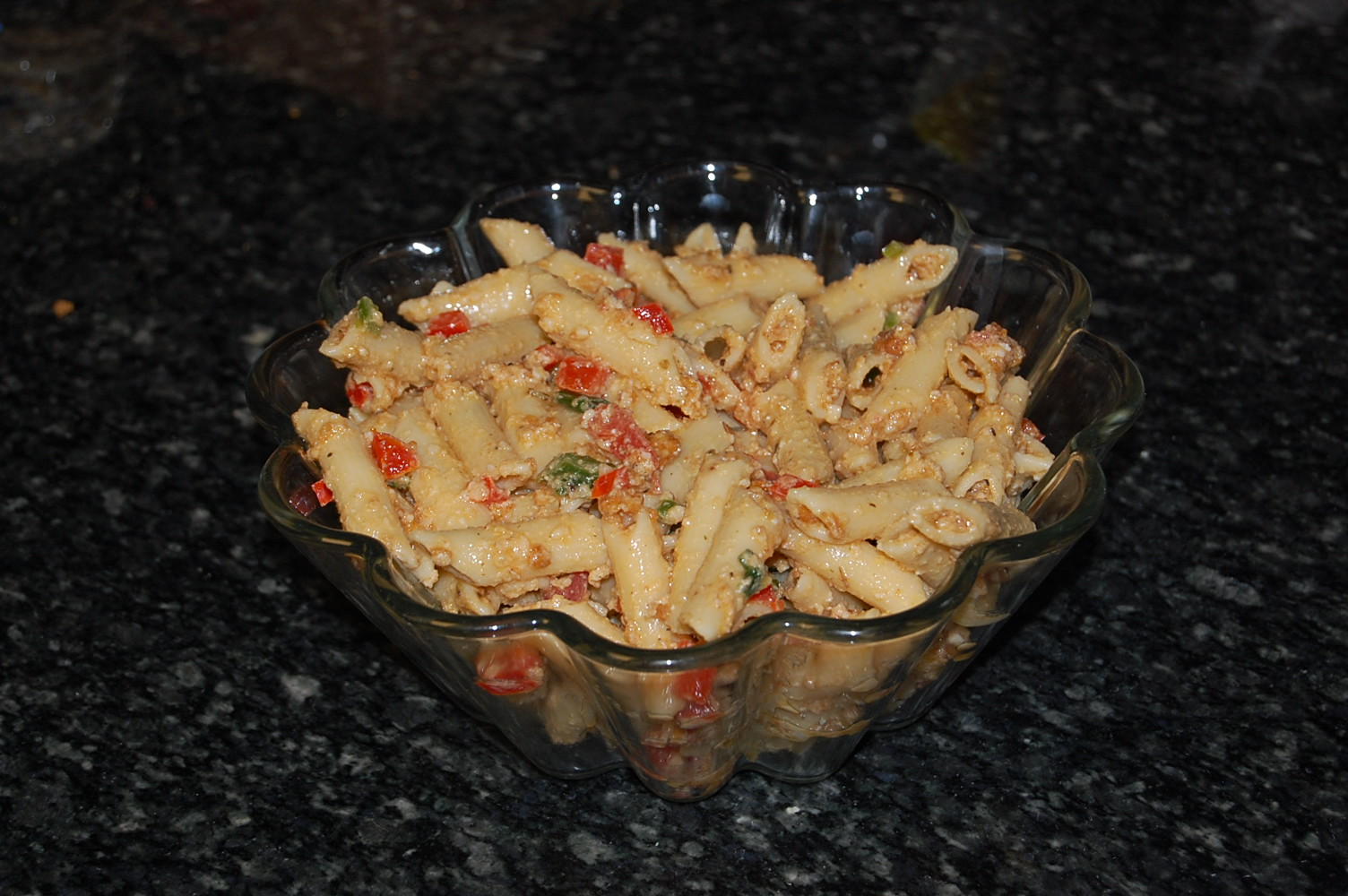
Макаронний салат у районі Du Ve Sue у Новому Орлеані
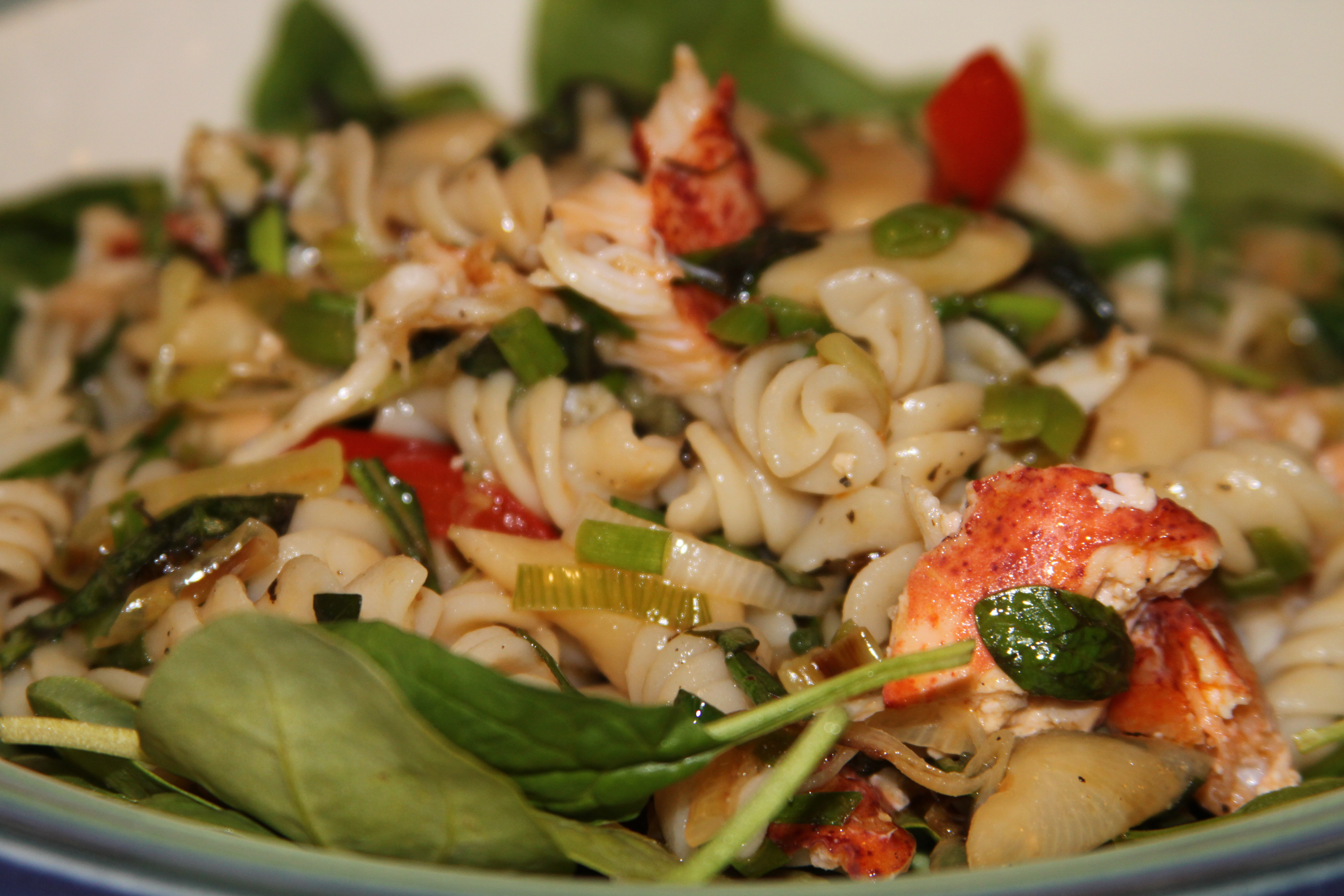
Макаронний салат з омарами, масляними бобами і цибулею шніт
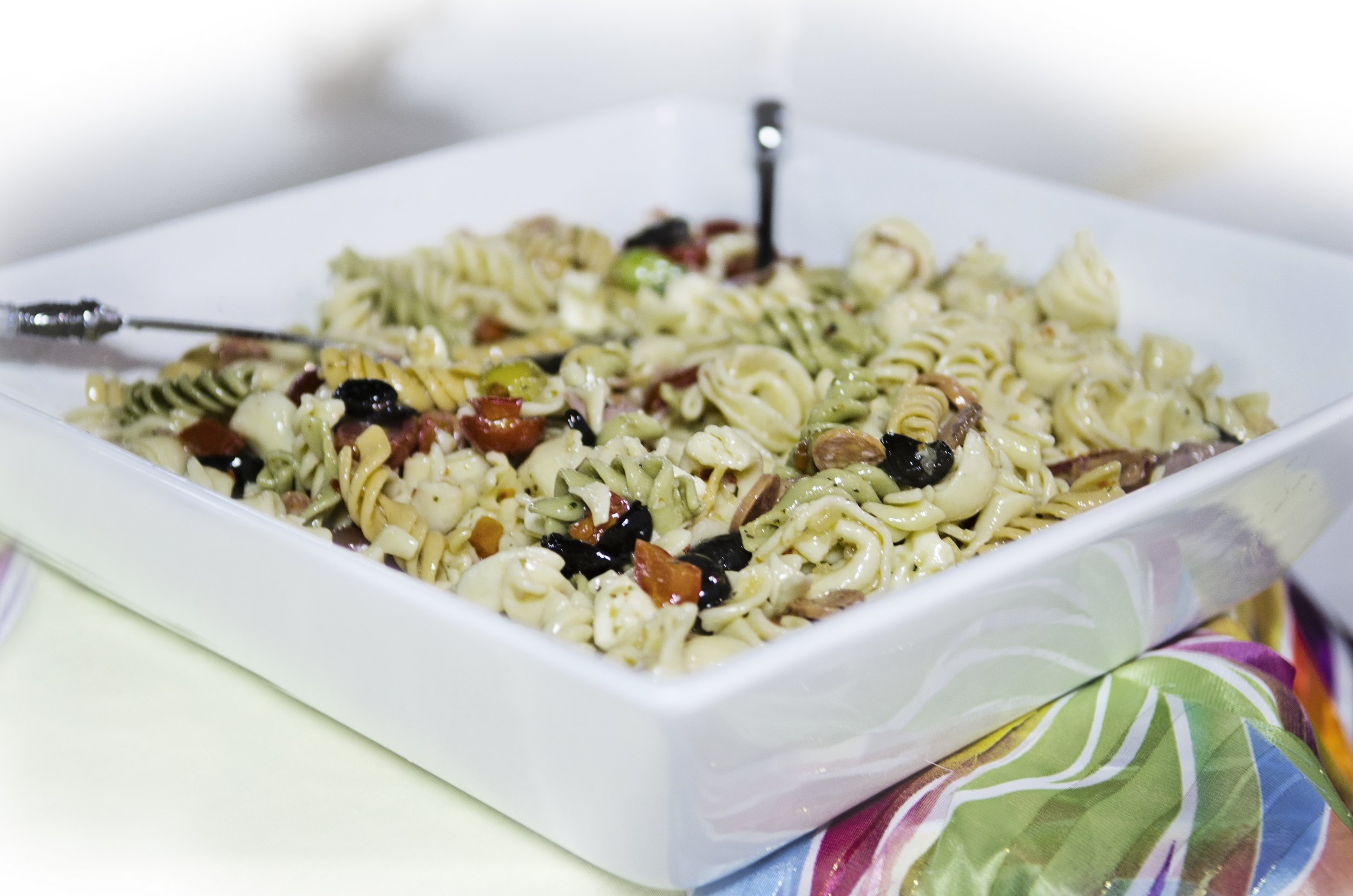
Макаронний салат, приготований з фузіллі
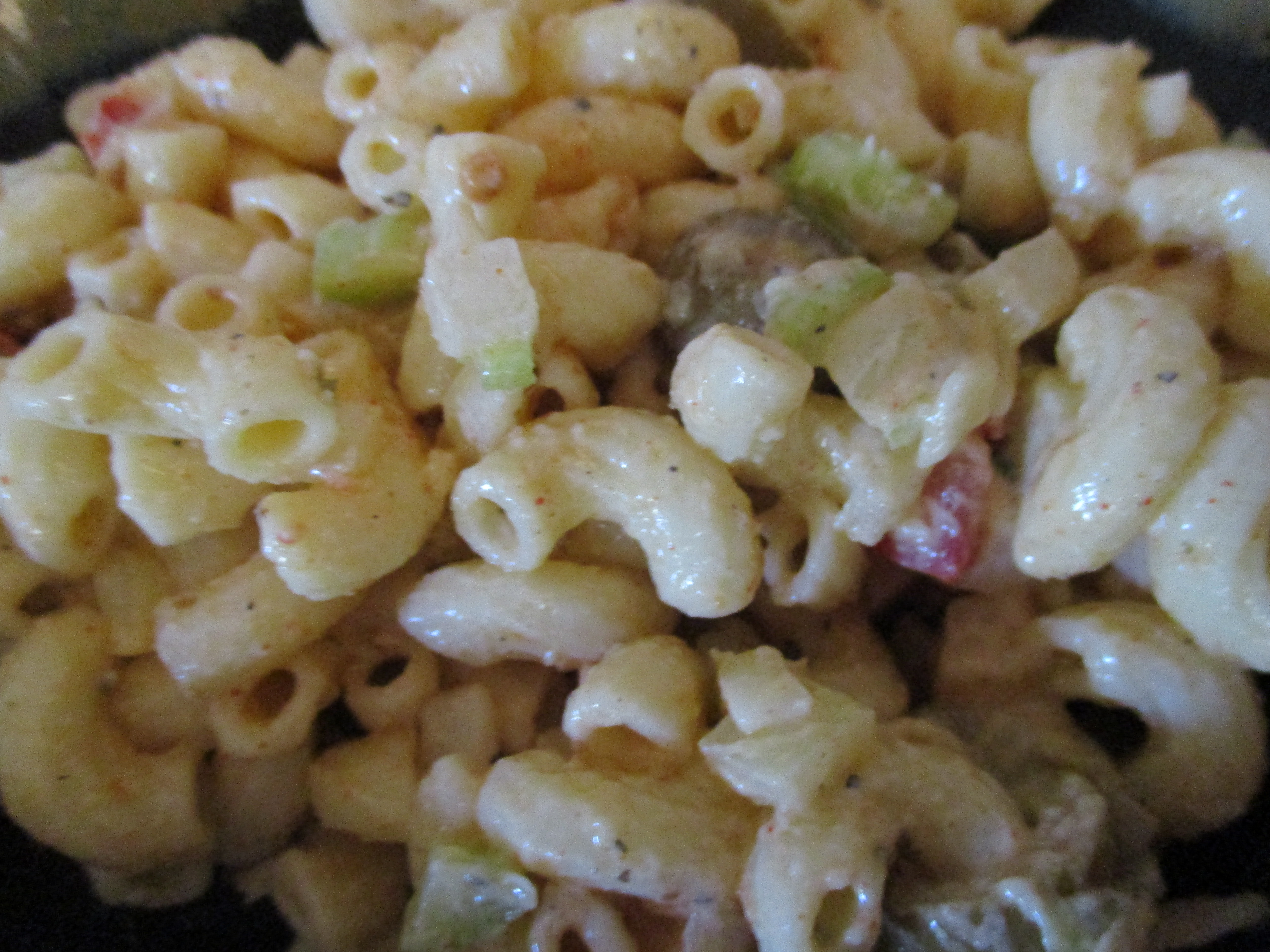
Макаронний салат з майонезною заправкою

## Див.також
- Макаронні вироби
- Різновиди пасти